# Chrétien (cratère)
Chrétien est un cratère lunaire situé sur la face cachée de la Lune. Il se trouve au sud la Mare Ingenii. Il se trouve entre les cratères Garavito à l'ouest-sud-ouest et Oresme à l'est-nord-est. La caractéristique la plus notable de ce cratère est le faible albédo du plancher intérieur, qui a la même teinte aussi sombre que la Mare Ingenii au nord. Le cratère satellite "Chrétien C" qui partage le bord droit au nord-est du cratère Chrétien, est également recouvert de cette sombre lave basaltique. Le bord extérieur du cratère Chrétien est de forme irrégulier, avec plusieurs cratères satellites qui empiètent sur les côtés. Les plus notables d'entre eux sont "Chrétien S" sur le bord sud-ouest et "Chrétien W" fixé sur le rebord au nord-ouest. 
En 1970, l'Union astronomique internationale lui a attribué le nom de Chrétien en l'honneur de l'astronome français Henri Chrétien.
Par convention, les cratères satellites sont identifiés sur les cartes lunaires en plaçant la lettre sur le côté du point central du cratère qui est le plus proche de Chrétien.
| Chrétien | Latitude | Longitude | Diamètre |
| -------- | -------- | --------- | -------- |
| A        | 43.9° S  | 163.6° E  | 13 km    |
| C        | 44.5° S  | 165.3° E  | 63 km    |
| S        | 46.5° S  | 160.5° E  | 40 km    |
| W        | 44.3° S  | 160.8° E  | 34 km    |